# 1978-as labdarúgó-világbajnokság-selejtező (UEFA – 4. csoport)
Az 1978-as labdarúgó-világbajnokság európai 4. selejtezőcsoportjának mérkőzéseit, és a csoport végeredményét tartalmazó lapja. A csoportban körmérkőzéses, oda-visszavágós rendszerben játszottak egymással a labdarúgó-válogatottak. A selejtezőket 1976. szeptember 5. és 1977. november 16. között rendezték. A csoport győztese automatikus résztvevője lett az 1978-as labdarúgó-világbajnokságnak.
A csoportban Belgium, Észak-Írország, Hollandia és Izland szerepelt.
Hollandia jutott ki az 1978-as világbajnokságra.

## Tabella
| Hely. | Csapat         | M | Gy | D | V | G+ | G– | Gk  | P  | Továbbjutás                          |     | Hollandia | Belgium | Észak-Írország | Izland |
| ----- | -------------- | - | -- | - | - | -- | -- | --- | -- | ------------------------------------ | --- | --------- | ------- | -------------- | ------ |
| 1.    | Hollandia      | 6 | 5  | 1 | 0 | 11 | 3  | +8  | 11 | Kijutott az 1978-as világbajnokságra |     | —         | 1–0     | 2–2            | 4–1    |
| 2.    | Belgium        | 6 | 3  | 0 | 3 | 7  | 6  | +1  | 6  |                                      |     | 0–2       | —       | 2–0            | 4–0    |
| 3.    | Észak-Írország | 6 | 2  | 1 | 3 | 7  | 6  | +1  | 5  |                                      | 0–1 | 3–0       | —       | 2–0            |        |
| 4.    | Izland         | 6 | 1  | 0 | 5 | 2  | 12 | −10 | 2  |                                      | 0–1 | 0–1       | 1–0     | —              |        |

## Mérkőzések
| 1976. szeptember 5. |

| Izland | 0 – 1       | Belgium          |
| ------ | ----------- | ---------------- |
|        | Jegyzőkönyv | Van Der Elst 73' |

| Laugardalsvöllur, Reykjavík Nézőszám: 9580 Játékvezető: John Carpenter (ír) |

| 1976. szeptember 8. |

| Izland | 0 – 1       | Hollandia |
| ------ | ----------- | --------- |
|        | Jegyzőkönyv | Geels 42' |

| Laugardalsvöllur, Reykjavík Nézőszám: 10 210 Játékvezető: Pat Mulhall (ír) |

| 1976. október 13. |

| Hollandia            | 2 – 2       | Észak-Írország        |
| -------------------- | ----------- | --------------------- |
| Krol 64' Cruijff 66' | Jegyzőkönyv | McGrath 4' Spence 88' |

| De Kuip, Rotterdam Nézőszám: 56 000 Játékvezető: Ángel Franco Martínez (spanyol) |

| 1976. november 10. |

| Belgium                  | 2 – 0       | Észak-Írország |
| ------------------------ | ----------- | -------------- |
| Van Gool 29' Lambert 52' | Jegyzőkönyv |                |

| Stade Maurice Dufrasne, Liège Nézőszám: 25 081 Játékvezető: Adolf Prokop (keletnémet) |

| 1977. március 26. |

| Belgium | 0 – 2       | Hollandia           |
| ------- | ----------- | ------------------- |
|         | Jegyzőkönyv | Rep 19' Cruijff 65' |

| Bosuilstadion, Antwerpen Nézőszám: 48 343 Játékvezető: Sergio Gonella (olasz) |

| 1977. június 11. |

| Izland         | 1 – 0       | Észak-Írország |
| -------------- | ----------- | -------------- |
| Albertsson 33' | Jegyzőkönyv |                |

| Laugardalsvöllur, Reykjavík Nézőszám: 10 269 Játékvezető: Rudolf Glöckner (keletnémet) |

| 1977. augusztus 31. |

| Hollandia                                        | 4 – 1       | Izland           |
| ------------------------------------------------ | ----------- | ---------------- |
| Van Hanegem 15' Geels 18' 89' (11-esből) Rep 35' | Jegyzőkönyv | Sigurvinsson 68' |

| Goffertstadion, Nijmegen Nézőszám: 18 200 Játékvezető: Martti Hirviniemi (finn) |

| 1977. szeptember 3. |

| Belgium                                           | 4 – 0       | Izland |
| ------------------------------------------------- | ----------- | ------ |
| Van Binst 15' Martens 20' Courant 60' Lambert 65' | Jegyzőkönyv |        |

| Heysel Stadion, Brüsszel Nézőszám: 5807 Játékvezető: Svein Inge Thime (norvég) |

| 1977. szeptember 21. |

| Észak-Írország          | 2 – 0       | Izland |
| ----------------------- | ----------- | ------ |
| McGrath 67' McIlroy 76' | Jegyzőkönyv |        |

| Windsor Park, Belfast Nézőszám: 15 000 Játékvezető: Henning Lund-Sørensen (dán) |

| 1977. október 12. |

| Észak-Írország | 0 – 1       | Hollandia             |
| -------------- | ----------- | --------------------- |
|                | Jegyzőkönyv | W. van de Kerkhof 76' |

| Windsor Park, Belfast Nézőszám: 33 000 Játékvezető: António Garrido (portugál) |

| 1977. október 26. |

| Hollandia            | 1 – 0       | Belgium |
| -------------------- | ----------- | ------- |
| R. van de Kerkhof 4' | Jegyzőkönyv |         |

| Olimpiai Stadion, Amszterdam Nézőszám: 65 000 Játékvezető: Patrick Partridge (angol) |

| 1977. november 16. |

| Észak-Írország                | 3 – 0       | Belgium |
| ----------------------------- | ----------- | ------- |
| Armstrong 42' 74' McGrath 58' | Jegyzőkönyv |         |

| Windsor Park, Belfast Nézőszám: 8000 Játékvezető: Georges Konrath (francia) |

## Góllövőlista
|  |  |